# 艺术-法律站
艺术-法律站（法語：Arts-Loi）是布鲁塞尔地铁1、2、5、6号线的车站，位于比利时布鲁塞尔首都大区布鲁塞尔。

## 名称
该站得名于法律街（Rue de la Loi/Wetstraat）和艺术大道（Avenue des Arts/Kunstlaan），其位于两条道路交叉口下方。